# 赤坂

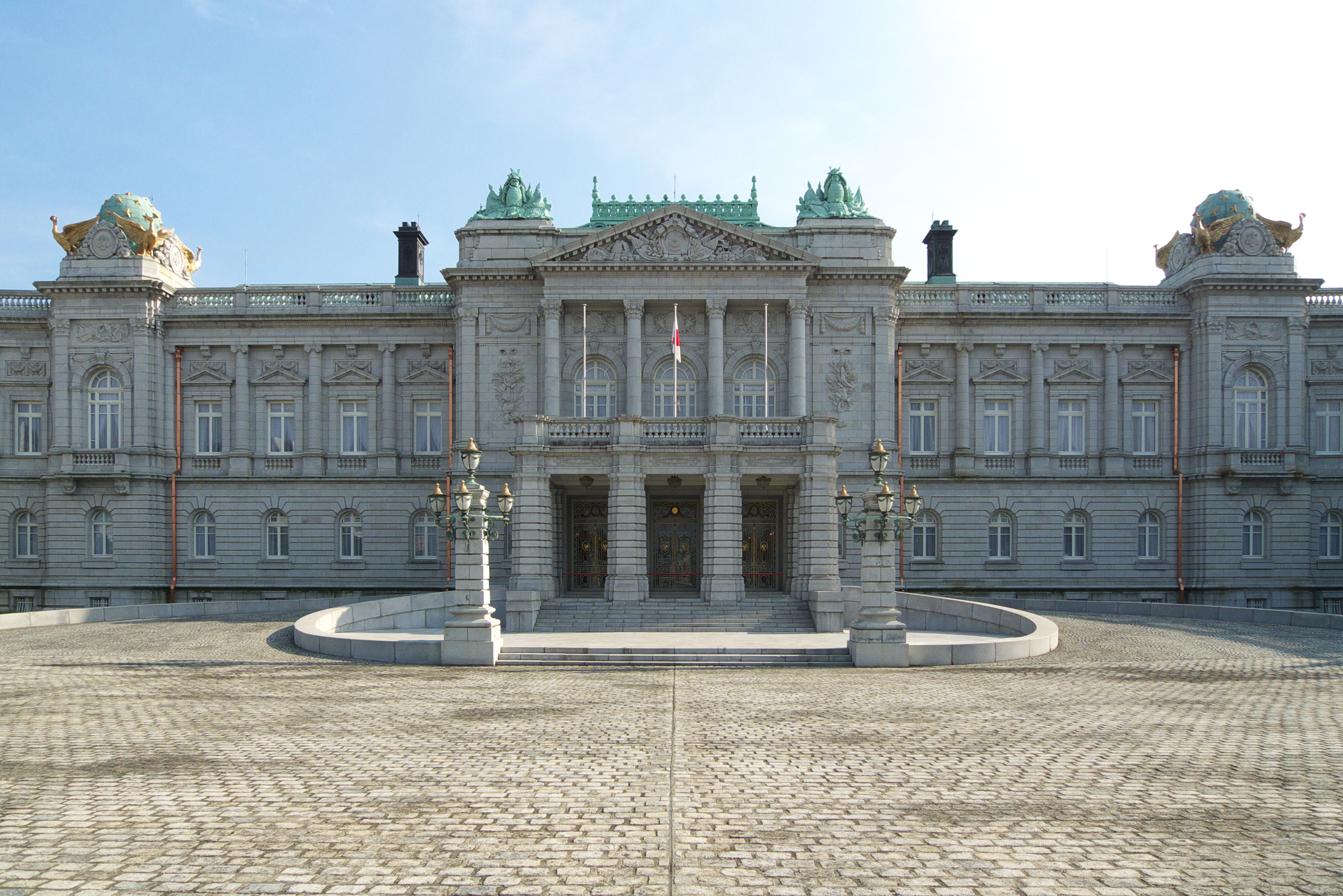
位於赤坂的迎賓館

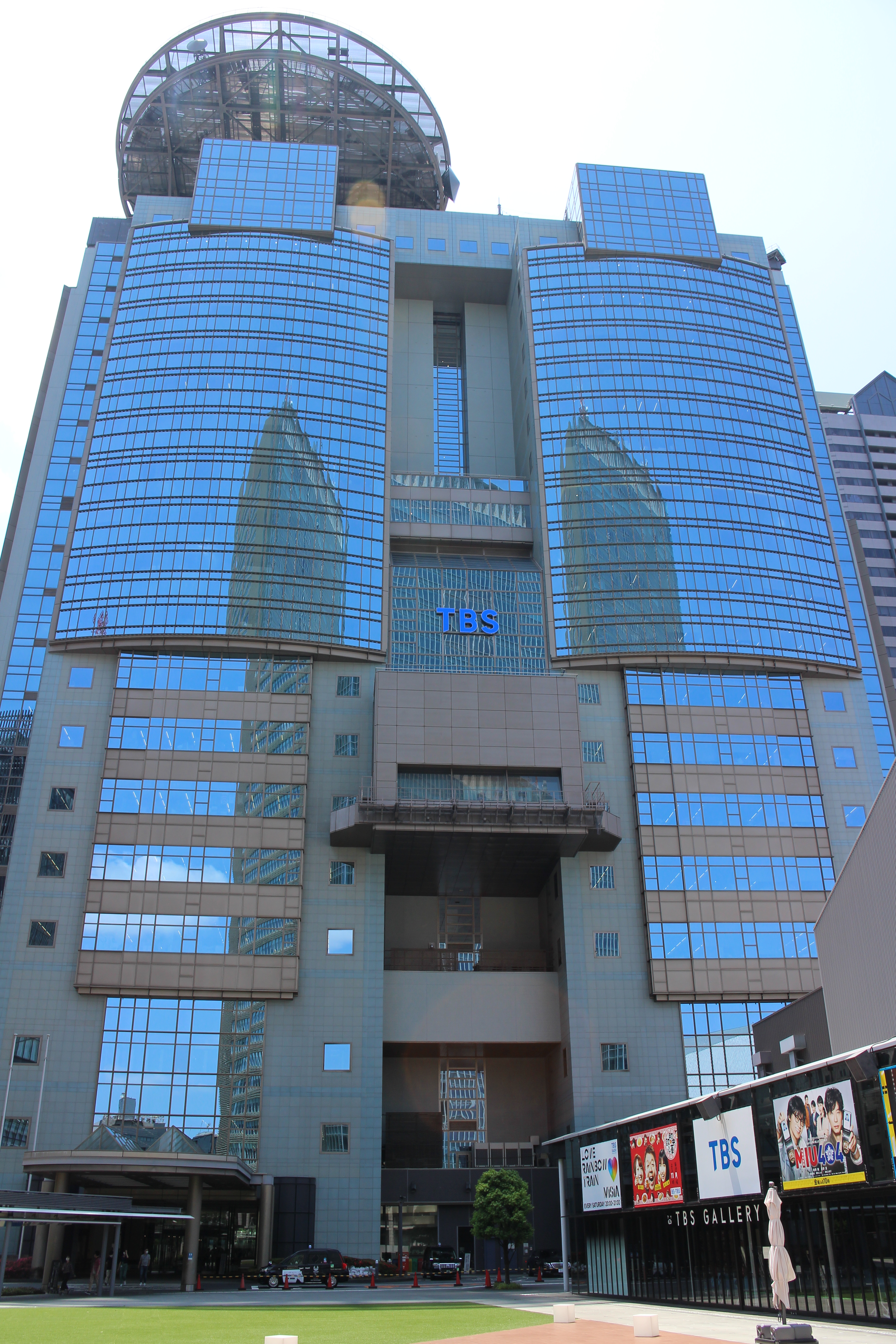
TBS放送中心

赤坂（日语：／ Akasaka */?）是日本東京都港區一個町名。2013年7月1日的人口為16,968人。郵遞區號107-0052。赤坂以住宅及商業為主，同時也是許多古董品店及旅館聚集之地，地名源自「紀伊國坂」。赤坂的位置在六本木以北，位居皇居西南角，地處港區和千代田區的交界處。

## 地理
位於赤坂地區東端，臨千代田區（霞關、永田町）。
赤坂站前的TBS總部是日本高知名度地點。赤坂見附站周邊聚集許多古董品店與飯店。

### 廣域地名的赤坂
廣域的「赤坂地區」是指東京都港區內屬舊赤坂區、由赤坂總合支所（赤坂4-18-13，郵遞區號107-8516）管轄的區域，包括赤坂一丁目－九丁目、北青山一丁目－三丁目、南青山一丁目－七丁目、元赤坂一丁目、二丁目。

## 歷史
1567年，此地成立人繼村。
江戶時代，在今日元赤坂附近建成町屋、武家屋敷，逐漸發展為市區。
明治時代，1878年郡區町村編制法實行，本地屬東京15區中赤坂區的一部分（港區前身）。過去大名屋敷、旗本屋敷所在的高地地區變為官吏、軍人、資產階級家庭組成的住宅區。其他地區則是平民住宅區、個人商店、高級料亭、旅館的聚集地。
1966年實施住居表示，赤坂一丁目至赤坂九丁目、元赤坂一丁目・元赤坂二丁目成立，1967年赤坂葵町改為虎之門二丁目。
昭和30年代初至昭和55年間，赤坂與銀座並列為高級的繁華街，高級料亭、卡巴萊、夜店、Go Go Club等聚集於此。鄰近歐美企業、大使館駐員與空服員入住的高級旅館，赤坂餐廳、夜店的外國遊客絡繹不絕，加上出入TBS、唱片公司的藝人、模特兒在此活動，讓本地成為著名繁華街。

### 地名由來
地名由來有兩種說法。過去紀伊國坂有著大量紅土因而得名。另說赤坂過去稱為『茜坂』，因此地茜草雜生而得名。

### 町名變遷
| 實施後     | 實施年月日   | 實施前（無特別註記表部分地區） |
| ---------- | ------------ | --- |
| 赤坂一丁目 | 1966年7月1日 | 赤坂溜池町、赤坂田町七丁目、赤坂榎坂町、赤坂靈南坂町 |
| 赤坂二丁目 | 1966年7月1日 | 赤坂溜池町、赤坂田町五丁目（全域）、赤坂田町六丁目（全域）、赤坂田町七丁目、赤坂新町三丁目、赤坂福吉町、麻布谷町                                               |
| 赤坂三丁目 | 1966年7月1日 | 赤坂田町一丁目（全域）、赤坂田町二丁目（全域）、赤坂田町三丁目（全域）、赤坂田町四丁目（全域）、赤坂新町一丁目（全域）、赤坂新町二丁目（全域）、赤坂新町三丁目 |
| 赤坂四丁目 | 1966年7月1日 | 赤坂表町二丁目、赤坂表町三丁目、赤坂一木町、赤坂丹後町（全域）                                                                                                 |
| 赤坂五丁目 | 1966年7月1日 | 赤坂新町三丁目、赤坂新町四丁目（全域）、赤坂一木町 |
| 赤坂六丁目 | 1966年7月1日 | 赤坂新町五丁目、赤坂中之町（全域）、赤坂冰川町（全域）、赤坂福吉町                                                                                             |
| 赤坂七丁目 | 1966年7月1日 | 赤坂表町三丁目、赤坂台町（全域）、赤坂新町五丁目 |
| 赤坂八丁目 | 1966年7月1日 | 赤坂表町四丁目（全域）、赤坂新坂町、赤坂檜町 |
| 赤坂九丁目 | 1966年7月1日 | 赤坂檜町 |

### 已撤銷的町名
1966年住居表示實施以來，留有「赤坂」的町名為元赤坂一丁目、元赤坂二丁目與赤坂一丁目至赤坂九丁目。
1947年港區誕生，舊赤坂區町名冠上「赤坂」（如一木町→赤坂一木町、青山權田原町→赤坂青山權田原町）。這些冠上「赤坂」的町名（以下括號內的町名）在住居表示實施留下的有：
| - 葵町（赤坂葵町） - 青山權田原町（赤坂青山權田原町） - 青山六軒町（赤坂青山六軒町） - 一木町（赤坂一木町） - 榎坂町（赤坂榎坂町） - 表町（赤坂表町） - 新町（赤坂新町） - 新坂町（赤坂新坂町） - 台町（赤坂台町） - 田町（赤坂田町） | - 溜池町（赤坂溜池町） - 丹後町（赤坂丹後町） - 傳馬町（赤坂傳馬町） - 中之町（赤坂中之町） - 冰川町（赤坂冰川町） - 檜町（赤坂檜町） - 福吉町（赤坂福吉町） - 元赤坂町 - 靈南坂町（赤坂靈南坂町） |

#### 溜池町

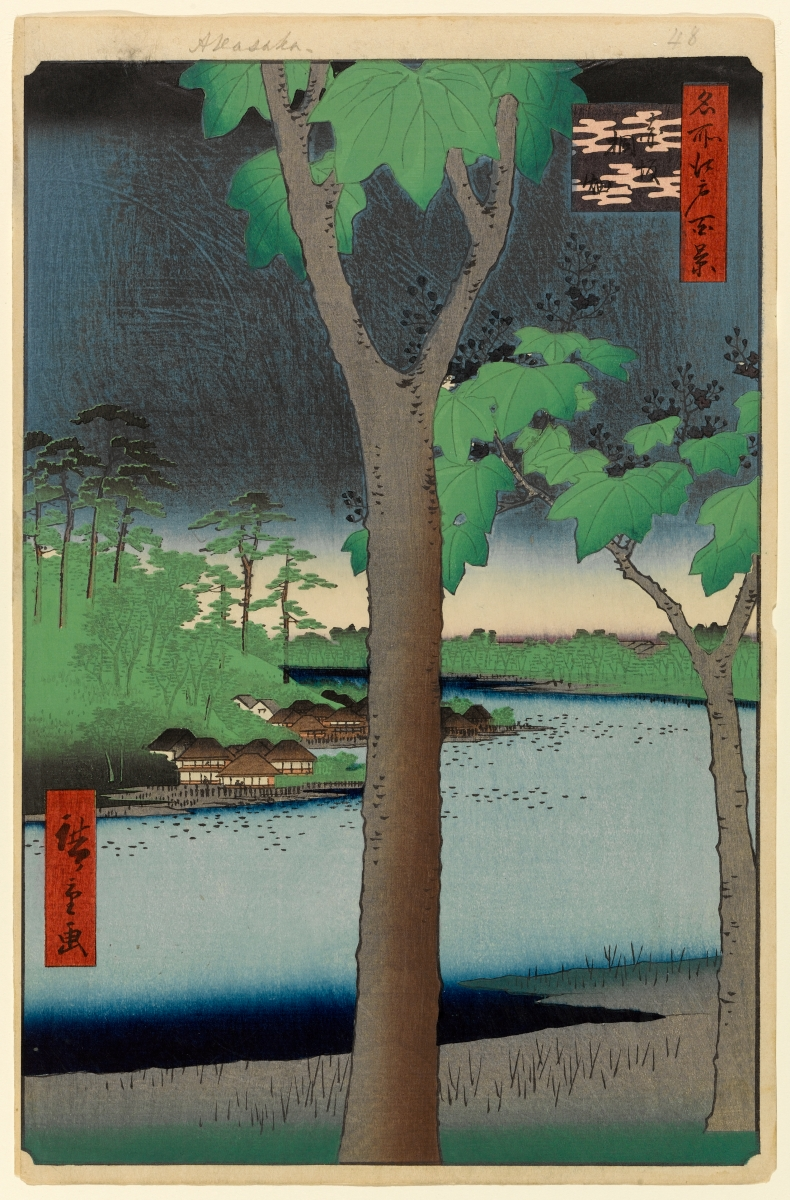
廣重「名所江戶百景」所描繪的江戶末期的溜池。対岸是山王社的森林。

溜池是江戶城外濠的一部分。原來是泉水地，築起堤防後因具有蓄水功能而得名。因其形狀近似葫蘆而有瓢箪池的別稱。在神田上水、玉川上水整建前，溜池一直負擔起供水功能。堤上種植榎（朴樹），因此現在赤坂雙子塔至美國大使館間稱作榎坂。
寶永年間經歷多次填地，明治時代已變為住宅街為主的溜池町。
昭和初期至昭和40年代，周邊聚集許多進口車商的營業所，而有自動車街的稱呼。溜池交差點至山王下，日本自動車（飛雅特、奧迪、美國汽車）、三和自動車（帕卡德、保時捷）、東邦汽車（歐寶、奧斯摩比）、日英自動車（MG、龐帝克）、安全自動車（道奇）、國際自動車商事（蘭吉雅）、八洲自動車（克萊斯勒）等商店林立。進口車當時對日本人極其昂貴，但吸引了許多汽車愛好者來此拍照。然而，昭和50年代以後被辦公大樓逐漸取代，現在已不見過去的名車風光。
1966年實施住居表示，町名更名為赤坂一丁目與赤坂二丁目，溜池町除名。今日，溜池交差點、東京地下鐵溜池山王站、都營巴士（都01）溜池停留所等仍使用舊名。

#### 一木町
此地在江戶時代是町奉行大岡忠相的屋敷。戰前近衛步兵第二旅團司令部、與步兵第三連隊駐紮於此。1955年東京放送（現TBS控股）在一木町建設大樓（最初只有電視部門進駐，1962年有樂町電台部門才遷至赤坂）。江戶時代，此地由人繼更名為一木，1966年實施住居表示，町名變更為赤坂四丁目與赤坂五丁目。

## 交通
鐵路
- 東京地下鐵 赤坂站（○千代田線）
- 東京地下鐵 赤坂見附站（○銀座線、○丸之內線）
- 都營地下鐵 六本木站（○大江戶線）
- 東京地下鐵 溜池山王站（○銀座線、○南北線）- 設有出入口。（所在地：永田町）
- 東京地下鐵 永田町站（○南北線、○有樂町線、○半藏門線）- 設有出入口。（所在地：永田町）
- 東京地下鐵 乃木坂站（○千代田線）- 設有出入口。（所在地：南青山）

巴士
- 都營巴士
  - 都01（日语：都営バス渋谷営業所） 溜池
  - 深夜01（日语：都営バス渋谷営業所#都01系統、RH01系統、深夜01系統） 溜池
- 港區社區巴士（日语：ちぃばす）
  - 赤坂線 赤坂小前、赤坂五丁目交番前、赤坂駅前、山王下、赤坂見附站、豐川稻荷前、赤坂地區總合支所前、赤坂八丁目、山王醫院前、乃木公園、赤坂六丁目

道路
- 東京都道319號環狀三號線（日语：東京都道319号環状三号線）（環狀三號線、外苑東通）
- 東京都道405號外濠環狀線
- 東京都道412號霞關澀谷線
- 東京都道413號赤坂杉並線（一木通、赤坂通）
- 九郎九坂（日语：九郎九坂）

首都高速道路、出入口
- 首都高速都心環狀線

## 設施

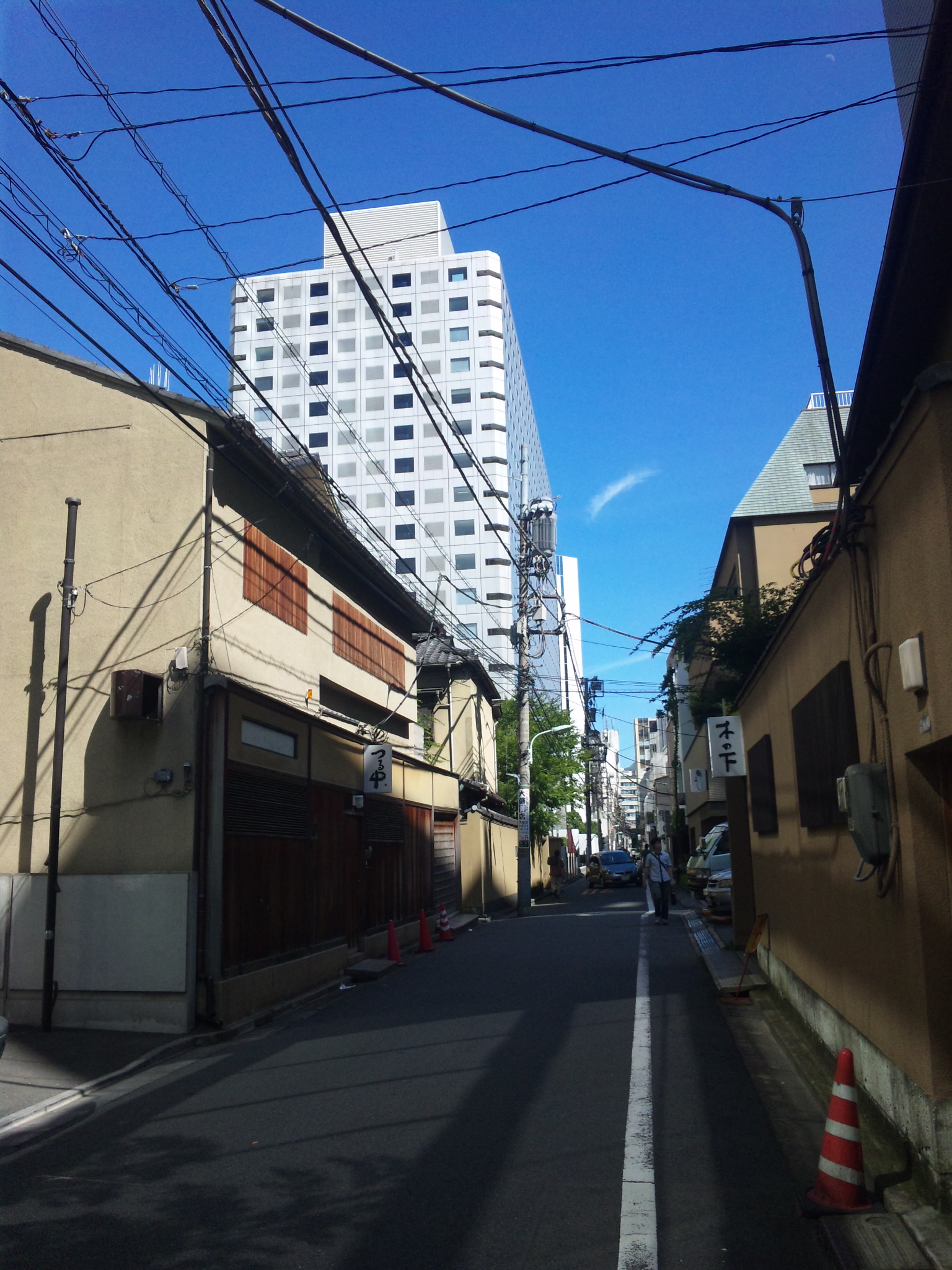
赤坂 (花街)，後為國際赤坂大廈

公園
- 高橋是清翁紀念公園（日语：高橋是清翁記念公園）－初代赤坂區役所舊址。
- 檜町公園（日语：檜町公園）
- 乃木公園

企業
- 虎屋（日语：虎屋）
- 小松製作所－本社所在地
- EMI音樂日本－本社所在地、赤坂Biz塔樓大廈內
- Epic Records Japan－本社所在地（SME集團）
- Ki/oon Music（日语：キューンミュージック）－本社所在地（SME集團）
- 傑尼斯事務所－本社所在地
- 日本索尼音樂娛樂－本社所在地（SME集團）
- TBS控股（TBSHD）－本社所在地（TBS集團）
- TBS電視台－本社所在地（TBS集團）
- TBS電台（TBS Radio）－本社所在地（TBS集團）
- BS-TBS－本社所在地（TBS集團）
- 日經廣播電台－本社所在地
- 日本貿易振興機構（JETRO）－本部所在地
- Burning Production－本社所在地
- HARAYA MUSIC ENTERPRISE（日语：ハラヤミュージックエンタープライズ）－本社所在地
- 環球音樂－本社所在地
- 富士全錄－本社所在地、東京中城
- 双日－ 本社所在地、新國際赤坂大廈（日语：国際赤坂ビル）內
- 三洋食品－本店所在地
- NTT DATA INTRAMART（日语：NTTデータ・イントラマート）－本社所在地、赤坂雙子塔（日语：赤坂ツインタワー）]內
- 東京電子－本店所在地、赤坂Biz塔樓大廈內
- 東京之星銀行－本店所在地、赤坂Star Gate Plaza（赤坂スターゲートプラザ）內
- 日本Subway－本社所在地、赤坂Floral Plaza（赤坂フローラルプラザビル）內 （三得利集團）
- 曉金融集團（日语：あかつきフィナンシャルグループ）－本社所在地
- TSUTAYA赤坂店－本社所在地
- BMB－本社所在地
- 埃森哲、埃森哲技術解決方案（日语：アクセンチュア・テクノロジー・ソリューションズ）－本社所在地、赤坂城際大廈（日语：赤坂インターシティ）內

觀光
- 赤坂Sacas
- TBS赤坂ACT劇場－赤坂Sacas內
- 赤坂Biz塔樓大廈－赤坂Sacas內
- 赤坂BLITZ－赤坂Sacas內
- 東京中城－防衛廳、檜町駐屯地（日语：檜町駐屯地）舊址
- 三得利美術館－東京中城內
- 冰川神社
- 赤坂 (花街)（日语：赤坂 (花街)）

外交機構
- 駐日美國大使館
- 駐日加拿大大使館

## 註解
1. ↑  一木町除名後，舊地名仍保留在現在的一木通（一ツ木通り）。

## 外部連結
- 赤坂（あかさか） （页面存档备份，存于）
- 赤坂一ツ木通り商店街振興組合 （页面存档备份，存于）
- エスプラナード赤坂商店街振興組合 公式Webサイト （页面存档备份，存于）
- 港区町名旧新対照表 赤坂・元赤坂・元麻布（昭和41年7月1日住居表示実施） （页面存档备份，存于） 港区役所